# SMS Bayern
La SMS Bayern fu una nave da battaglia tipo dreadnought della Kaiserliche Marine, entrata in servizio il 18 marzo 1916 come prima unità della classe Bayern; con la gemella SMS Baden, fu l'unica unità della sua classe a entrare in servizio con la Marina tedesca.
Il dislocamento della nave ammontava a 28.600 tonnellate, ma a pieno carico raggiungeva le 32.200 tonnellate. I cannoni da 381 mm della Krupp presenti sulla nave però erano inferiori ai 381 mm installati sulle unità britanniche. La nave costò 100 milioni di Reichsmark.
Benché entrata in servizio in piena prima guerra mondiale, la nave ebbe un ridotto impegno operativo importante, prendendo parte in particolare all'operazione Albion nel Golfo di Riga nell'ottobre 1917 durante la quale fu danneggiata nell'urto con una mina. Come il resto della squadra da battaglia della Hochseeflotte, anche la Bayern si autoaffondò a Scapa Flow il 21 giugno 1919.